# François Fournier-Sarlovèze
François Louis, conde Fournier-Sarlovèze (Sarlat; 28 de abril de 1772 - Paris; 18 de enero de 1827), fue un general del Primer Imperio francés.

## Biografía

### Comienzo de carrera
Asignado al ejército de los Alpes en 1792-1793, se destacó por sus indignados cargos jacobinos, lo que le valió ser despedido después de la muerte de Maximilien Robespierre e incluso encarcelado en Lyon. Se las arregló para escapar y se reintegró en el ejército del norte, luego en el de Sambre-et-Meuse.
Se convirtió en ayudante de campo de Pierre François Charles Augereau. Involucrado en el curioso asunto de Donnadieu y sospechoso de una conspiración contra el Primer Cónsul, Fournier fue arrestado en mayo de 1802, encarcelado en el Templo y luego enviado a arresto domiciliario en Périgueux.

### Bajo el Imperio
En abril de 1805, fue readmitido para comandar la expedición de 600 hombres del contraalmirante Charles René Magon desde Medina a Martinica, pero regresó a Francia sin haber desembarcado. Se convirtió en jefe de gabinete de este último y se distinguió en 1807, en varios cargos de caballería, en la batalla de Eylau, el 8 de febrero de 1807, en Guttstadt, y Friedland, el 14 de junio de 1807. En recompensa por estos hechos de armas, fue ascendido al rango de general de brigada el 25 de junio de 1807. El jinete fue enviado a España y, entre el 18 y el 23 de mayo de 1809, logró defender la ciudad de Lugo con 1500 hombres contra 20 000 sitiadores. Una vez más fue señalado por un golpe de ira al dar la bienvenida con un sable a un ayudante de campo colocado cerca de él por el ministro de Guerra, lo que le valió ser despedido. Sin embargo, se fue de allí con el noveno cuerpo del ejército español al mando de Jean-Baptiste Drouet d’Erlon y fue nuevamente ilustrado en operaciones contra la guerrilla y por su cargo del 5 de mayo de 1811, en Fuentes de Oñoro, donde, con su brigada (dos escuadrones), se hunde y sable tres cuadrados de soldados de infantería ingleses. Durante la campaña rusa, dirigió la 31.ª brigada de caballería ligera compuesta por húsares de Baden, caballos ligeros de Hesse y Westfalia y cargó en la batalla de Smolensk. Promovido a mayor general el 11 de noviembre de 1812, se distinguió unos días después en la batalla del Berézina al aplastar a 5000 soldados de caballería rusos en tres cargas llevadas a cabo con 800 cazadores de Hesse y Baden al precio de 500 de ellos. Fournier sirvió en 1813 en la batalla de Grossbeeren dirigido por el mariscal Nicolas Charles Oudinot y en Leipzig. Fue voluntariamente a Maguncia. Fue creado Barón del Imperio, pero fue despedido el 26 de octubre, luego de una discusión verbal con Napoleón.

### Restauración
Luis XVIII lo restauró a su rango durante la Primera Restauración (1814) y Fournier no sirvió durante los Cien Días. En 1819, Luis XVIII le otorgó el título de conde. También le dio la Cruz del Caballero de Saint-Louis, le permitió agregar el nombre de Sarlovèze a su nombre y lo nombró inspector general de Caballería. El general conde François Louis Fournier-Sarlovèze también participó en el desarrollo del nuevo Código Militar. Murió sin descendencia en París el 18 de enero de 1827. Descansa cerca de otro oficial del Imperio, Henry Sanfourche, en el cementerio de Sarlat.